# Desportivo Recreativo Cultural de Farim
Der Desportivo Recreativo Cultural de Farim, kurz Desportivo Farim, ist ein Sportverein aus der guinea-bissauischen Stadt Farim. Er ist vor allem für seine Fußballabteilung bekannt.

## Geschichte
Der Klub spielte mehrmals in der obersten Spielklasse des Landes, dem Campeonato Nacional da Guiné-Bissau. Zuletzt gelang ihm 2017 der Aufstieg ins Oberhaus (Stand Januar 2018).
1990 gelang dem Verein sein erster Titel, der Gewinn des Landespokals Taça Nacional da Guiné-Bissau.

## Erfolge
- Guinea-bissauischer Pokal:
  - 1990